# John Wodehouse, 1. hrabě z Kimberley
John Wodehouse, 1. hrabě z Kimberley (John Wodehouse, 1st Earl of Kimberley, 3rd Baron Wodehouse, 8th Baronet Wodehouse of Wilberhall) (7. ledna 1826, Wymondham, Anglie – 8. dubna 1902, Londýn, Anglie) byl britský státník, významný představitel Liberální strany druhé poloviny 19. století. V mládí se uplatnil v diplomacii a byl místokrálem v Irsku, později se úspěšně věnoval správě kolonií (třikrát byl ministrem pro Indii a dvakrát ministrem kolonií), nakonec byl ministrem zahraničí. V roce 1866 byl povýšen na hraběte z Kimberley (podle rodového sídla v Norfolku). Bylo po něm pojmenováno město Kimberley v jižní Africe. K jeho příbuzenstvu patřil humoristický spisovatel Pelham Grenville Wodehouse.

## Kariéra
Pocházel ze starobylého šlechtického rodu z Norfolku, byl synem předčasně zemřelého Henryho Wodehouse (1799–1834). Měl sestru-dvojče Annette (1826–1833), která zemřela v dětství. Mladší bratr Henry Wodehouse (1834–1873) doprovázel později staršího bratra na diplomatických misích a zemřel na tyfus v Řecku. John studoval v Etonu a Oxfordu, v roce 1846 po dědečkovi zdědil titul barona Wodehouse a vstoupil do Sněmovny lordů. V rodinné tradici se připojil k liberálům, v letech 1852–1856 a 1858–1861 byl státním podsekretářem zahraničí (v letech 1852–1853 a 1859–1861 byl zároveň mluvčím ministerva ve Sněmovně lordů). V letech 1856–1858 byl velvyslancem v Petrohradě, v otázce prusko-rakouského sporu o Šlesvicko-Holštýnsko byl v roce 1863 mimořádným vyslancem v Kodani. V roce 1864 byl jmenován členem Tajné rady a téhož roku krátce státním podsekretářem pro Indii.
V letech 1864–1866 byl místokrálem v Irsku a za zásluhy byl v roce 1866 povýšen na hraběte z Kimberley. V letech 1868–1870 byl lordem strážcem tajné pečeti, v letech 1868–1869 zároveň guvernérem Společnosti Hudsonova zálivu a jejích území v Kanadě (tzv. Severozápadní provincie). V letech 1870–1874 a 1880–1882 byl ministrem kolonií, v roce 1882 krátce zastával funkci lorda kancléře vévodství lancasterského. Celkem třikrát byl ministrem pro Indii (1882–1885, 1886 a 1892–1894), v letech 1892-1894 byl zároveň prezidentem Tajné rady, svou kariéru zakončil ve funkci ministra zahraničí (1894–1895). Do smrti si ale udržoval vliv jako předseda liberálních zástupců ve Sněmovně lordů (1896-1902).

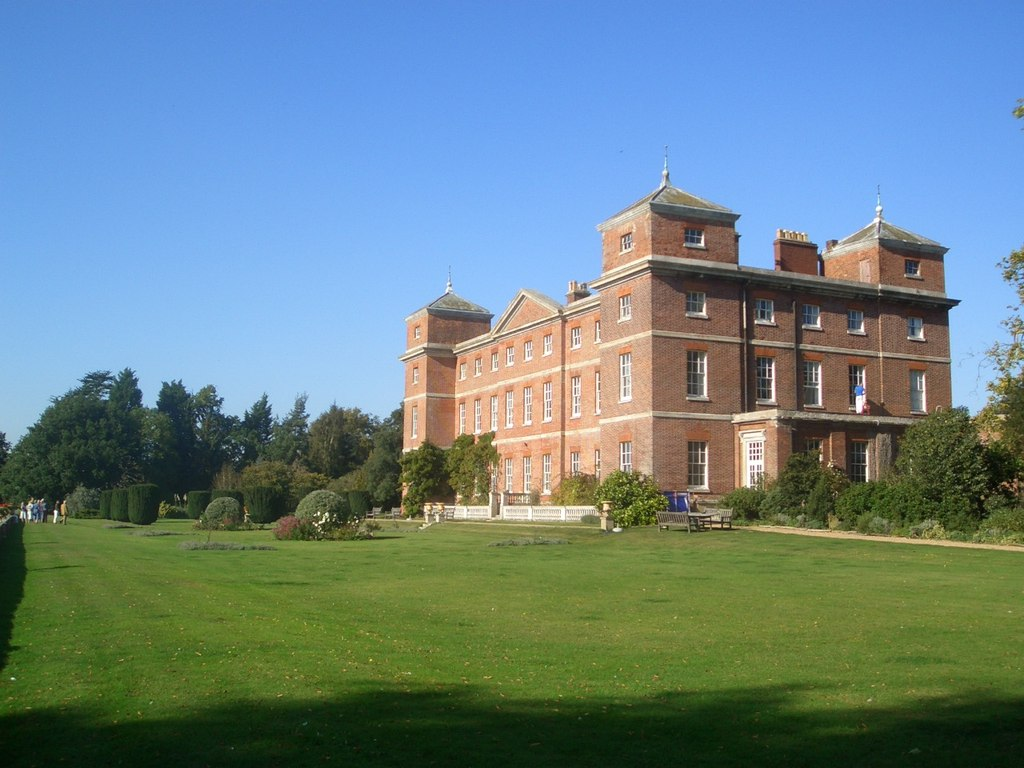
Zámek Kimberley Hall (Norfolk), hlavní sídlo rodu Wodehouse

Od mládí se mimo jiné věnoval problematice školství a v letech 1899–1902 byl kancléřem univerzity v Londýně, získal také čestný doktorát v Oxfordu. V roce 1885 obdržel Podvazkový řád. Mimo jiné byl smírčím soudcem a zástupcem místodržitele v Norfolku. Z doby jeho působení na ministerstvu kolonií pochází řada pojmenování v zámořských državách, například v Austrálii, na Novém Zélandu nebo v Hongkongu. Nejvýznamnějším odkazem je název města Kimberley v jižní Africe.
S manželkou Florence Fitzgibbon (1825–1895), dcerou 3. hraběte z Clare, měl tři děti. Dědicem titulů byl syn John Wodehouse, 2. hrabě z Kimberley (1848–1932), který se věnoval správě statků a regionální politice v Norfolku.